# نورما كرين
نورما كرين (بالإنجليزية: Norma Crane)‏ هي ممثلة أمريكية، ولدت في 10 نوفمبر 1928 في نيويورك في الولايات المتحدة، وتوفيت في 28 سبتمبر 1973 في لوس أنجلوس في الولايات المتحدة بسبب سرطان الثدي.

## أعمال

### أفلام
- (1971) عازف الكمان على السقف

## وصلات خارجية
- نورما كرين على موقع IMDb (الإنجليزية)
- نورما كرين على موقع ميوزك برينز (الإنجليزية)
- نورما كرين على موقع قاعدة بيانات برودواي على الإنترنت (الإنجليزية)
- نورما كرين على موقع إن إن دي بي (الإنجليزية)
- نورما كرين على موقع قاعدة بيانات الفيلم (الإنجليزية)